# Bernard-Charles-Élisabeth Martin des Pallières
Ne doit pas être confondu avec son petit-fils, Charles Martin des Pallières.
Pour les articles homonymes, voir Martin, Pallières et Martin des Pallières.
Bernard-Charles-Élisabeth Martin, seigneur des Pallières, né le 8 octobre 1767 au Cap-Français et mort le 17 février 1848 à Bayeux, est un colon, un homme politique et un consul français.

## Biographie

### Famille et enfance
Bernard-Charles-Élisabeth, né le 8 octobre 1767 au Cap-Français (actuel Cap-Haïtien, en Haïti), dans la colonie de Saint-Domingue, est le fils de Charles-Bon Martin, seigneur des Pallières, avocat en parlement, originaire de l’Avranchin,. Nommé en 1762 greffier en chef du conseil supérieur du Cap-Français, ce dernier détient deux cabanes dans les marais de la Vendée et 300 000 livres de capitaux placés à Bordeaux. Les Martin des Pallières proviendraient de la paroisse de Saint-Martin-de-Landelles, où la famille aurait possédé les terres du Rocher et des Pallières.
De retour en France métropolitaine après la naissance de Bernard-Charles-Élisabeth, Charles-Bon confie son fils à l’une des sœurs, qui réside à Tinchebray, en Normandie. L’abbé Pilleau est désigné précepteur de l’enfant à l’occasion d’un autre voyage du père en France entre 1777 et 1778.

### Retour à Saint-Domingue
Lorsque son père Charles-Bon meurt en avril 1784, Bernard-Charles-Élisabeth hérite de sa fortune personnelle, alors que sa mère administre les biens que possède la famille depuis Saint-Domingue. Émancipé à l’été 1784, il retourne dans la colonie française et succède à son père en tant que greffier en chef du conseil supérieur, alors âgé de 18 ans.
Nommé à l’assemblée coloniale de 1791, il devient aide-de-camp auprès du lieutenant-général de Rochambeau aux débuts de la révolution haïtienne. Ayant suivi le lieutenant-général dans les différents théâtres d’opération antillais jusqu’en mars 1795, Martin des Pallières finit par s’exiler par la suite vers New York. Alors que sa qualité nobiliaire le rend suspect aux yeux de la République française, proscrit, il ne retourne en Métropole qu’après la Terreur.

### Consulat et Empire

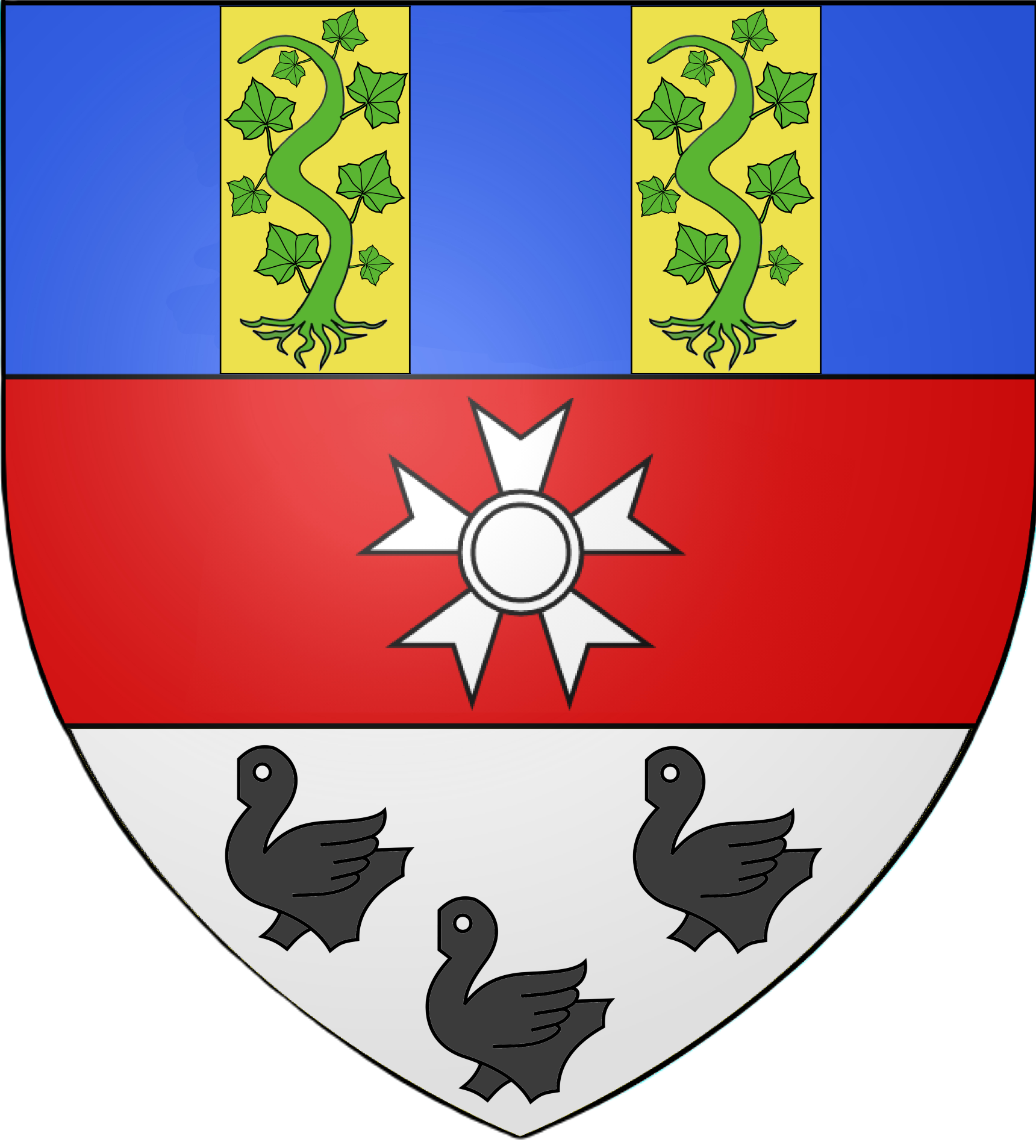
Armoiries de Bernard-Charles-Élisabeth Martin des Pallières, chevalier de l'Empire

À Paris, Martin des Pallières renoue des contacts avec les anciens élèves de l’abbé Pilleau, et il côtoie Fontanes, Michaud ou encore Chateaubriand. Ses convictions conservatrices et ses nombreuses relations dans le milieu des publicistes en vogue de l’époque lui valent une candidature au Corps législatif proposée par le département de la Vendée après le 18-Brumaire.
Après les démissions de François-Toussaint Villers et du marquis de Frégeville, le Sénat conservateur est appelé à procéder à la nomination de trois membres au Corps législatif. Ainsi, au cours de la séance du 4 brumaire an IX, Martin des Pallières est désigné représentant de la Vendée dans l’assemblée où siègent déjà 4 autres députés du département (Gaudin, Loyau, Dillon et Luminais).
Conformément à l’article 38 de la Constitution du 22 frimaire an VIII et compte tenu du sénatus-consulte du 22 ventôse an X, le nombre de représentants est réduit dans deux des chambres consulaires (Corps législatif et Tribunat) et des élections ont lieu le 27 ventôse pour les renouveler en partie ; Martin des Pallières est réélu au Corps législatif, avec 2 autres des 5 députés vendéens. Il conserve son poste à l’élection des 2 et 5 vendémiaire an XIV,.
Au sein de l’assemblée législative, il est d’abord désigné secrétaire le 17 floréal an XI. Proposé à la fonction de questeur le 7 mars 1807, il est nommé par décret le 12 mars suivant, puis, reconduit par un autre du 21 novembre 1808.
Martin des Pallières, qui prête serment à l’empereur lors de la séance du 2 mars 1806, est porté sur la liste des légionnaires civils bien qu'hostile à l’établissement de la Légion d’honneur. Il fait partie de la délégation du Corps législatif et de l’Institut qui accompagne Napoléon au camp de Boulogne. Il est nommé chevalier de l’Empire le 14 juin 1810.
Arrivé au terme de son mandat, il est remplacé en 1810 et vend sa cabane maraîchine de Vix,.

### Restauration et monarchie de Juillet
Sous la Restauration, Martin des Pallières est nommé consul de France à Anvers, dans la Flandre, au royaume des Pays-Bas, après le congrès de Vienne.
Attaché à la branche aînée de la maison royale déchue à la suite de la révolution de Juillet, la situation politique en France le conduit à mener une réflexion sur une éventuelle démission, qu’il écarte finalement par devoir patriotique. Faisant face à la révolution belge à partir de septembre 1830, Martin des Pallières rencontre le prince d’Orange lors de la prise de la citadelle d’Anvers par les Français et tente de le dissuader de représailles envers ses compatriotes malgré le caractère délictuel du combat au regard du droit international.
Fixant résidence dans la commune de Bayeux, dans la Normandie dont sa famille est originaire, il participe en 1841 à la fondation de la Société d’agriculture, sciences, arts et belles-lettres de Bayeux, de laquelle il est le premier président. Il meurt le 11 février 1848 dans cette sous-préfecture du Calvados,.

## Postérité
Bernard-Charles-Élisabeth Martin des Pallières épouse Marguerite-Félicité Rivery, avec laquelle il admet une postérité :
- Jean-Marie-Ange Martin des Pallières (1791-1853), dont postérité, notamment son fils aîné Charles, militaire et homme politique français ;
- Paul Martin des Pallières (1794-1797) ;
- Marie-Émile Martin des Pallières (1796) ;
- Marie-Magdeleine-Éléonore-Aimée Martin des Pallières (1800) ;
- (et, peut-être : Hippolyte Martin des Pallières (décédé en enfance) et Marie-Jean-Baptiste Martin des Pallières).

## Honneurs

### Distinctions
- Chevalier de la Légion d’honneur[14]
- Chevalier de l’Empire[15]

### Armes
| Blason | Blasonnement : Tiercé en fasce : d’azur à deux pals d’or, chargé d’un lierre montant de sinople ; de gueules chargé du signe des chevaliers ; et d’argent à trois merlettes de sable. |